# Toto le héros
Toto le héros (no Brasil: Um Homem com Duas Vidas; em Portugal: Toto, o Herói) é um filme teuto-franco-belga de 1991, do gênero comédia dramática, dirigido por Jaco Van Dormael.

## Elenco
- Michel Bouquet: Thomas (idoso) e a voz do Thomas (adulto)
- Jo De Backer: Thomas (adulto)
- Thomas Godet: Thomas (criança)
- Gisela Uhlen: Evelyne (idoso)
- Mireille Perrier: Evelyne (jovem)
- Esthelle Unik : Evelyne (criança)
- Sandrine Blancke: Alice
- Peter Böhlke: Alfred (idoso)
- Didier Ferney: Alfred (adulto)
- Hugo Harold Harrison:  Alfred (criança)
- Fabienne Loriaux: a mãe do Thomas
- Klaus Schindler: o pai do Thomas
- Pascal Duquenne: Célestin (adulta)
- Karim Moussati: Célestin (criança)
- Didier De Neck: Sr. Kant
- Christine Smeysters: Sra. Kant

## Prémios e nomeações
- 1991: Prix Joseph Plateau: melhor ator (Michel Bouquet), melhor atriz (Mireille Perrier), melhor realizador (Jaco Van Dormael) e melhor filme belga do ano[carece de fontes?]
- 1991: Festival de Cannes: Prix du Jeune public (filme estrangeiro) e Caméra d'Or[3]
- 1991: Prémio do Cinema Europeu : melhor ator (Michel Bouquet), melhor fotografia (Walther van den Ende), melhor argumento (Jaco Van Dormael), revelação cinematográfica do ano (Jaco van Dormael)[carece de fontes?]
- 1992: BAFTA de melhor filme: nomeação a Melhor filme não-anglófono[carece de fontes?]
- 1992: César de melhor filme estrangeiro[carece de fontes?]
- 1992: Fantasporto (International Fantasy Film Award): melhor filme e melhor argumento por Jaco Van Dormael[carece de fontes?]
- 1999: Prix Joseph Plateau: melhor argumento belga 1984-1999 (Jaco Van Dormael)[carece de fontes?]